# Otto Bubenzer
Otto Bubenzer (* 14. August 1878 in Rebbelroth; † 24. April  1973) war ein deutscher Architekt und Bauingenieur mit Wohnsitz und Wirkungsschwerpunkt im Oberbergischen Land.

## Architektur

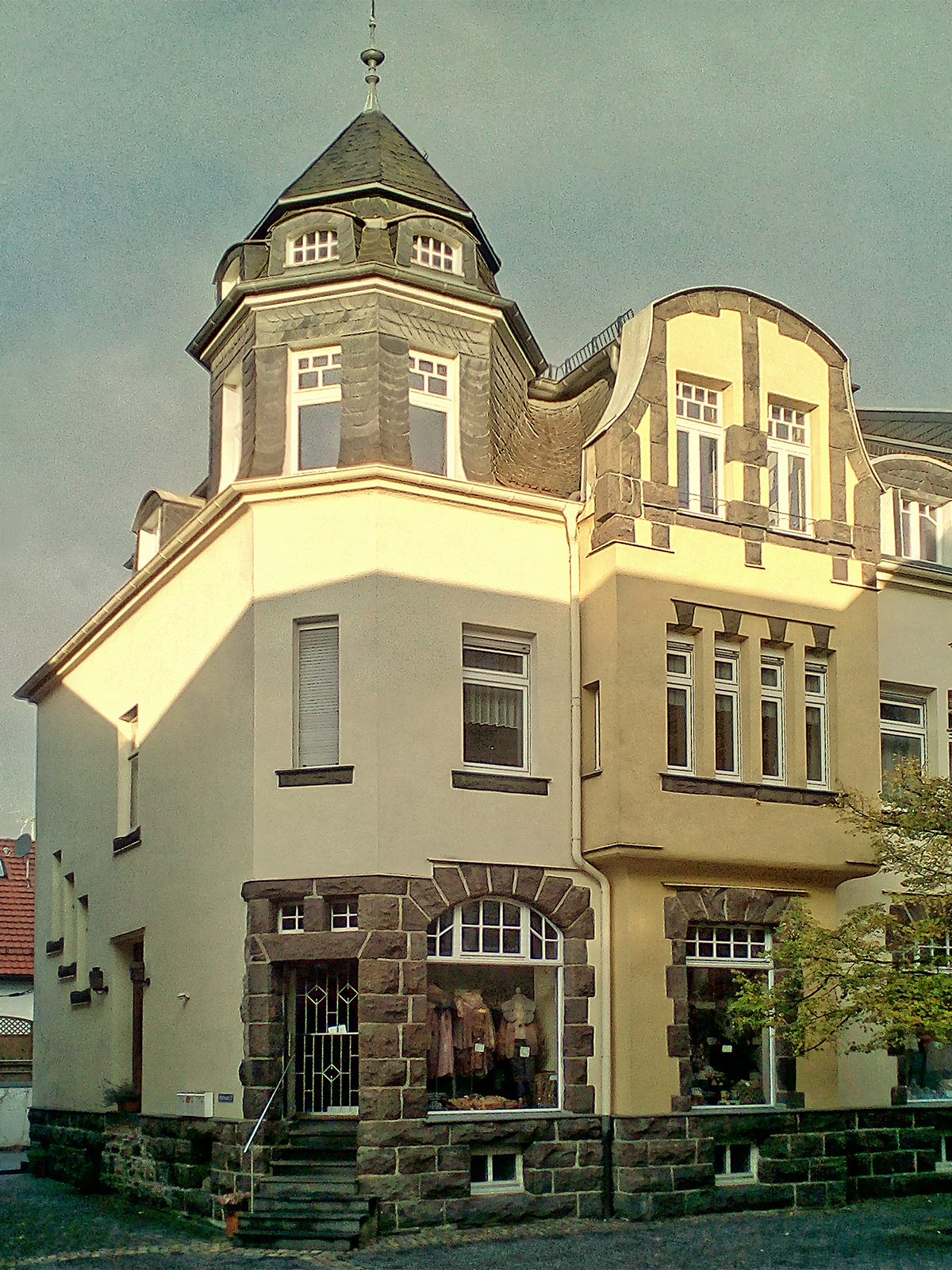
Gebäude in der Gummersbacher Moltkestraße

Bubenzers Monumentalarchitektur erinnert in Zügen an den Jugendstil, ist aber vor allem der Heimatschutzarchitektur zuzuordnen. Zu seinen bekanntesten Arbeiten gehören:
- die Villa des Margarinefabrikanten Carl Bubenzer in Freudenberg (Siegerland), erbaut 1902,[1]
- der Aussichtsturm in Derschlag, erbaut 1904,
- der Bismarckturm in Wiehl auf der Engelhardt, erbaut 1909.

## Kirchliches Engagement
Bubenzer gehörte der „geschlossenen“ Brüderbewegung an (ab 1930 als Reiseprediger). Nach dem Versammlungsverbot von 1937 trat er im Gegensatz zu den meisten anderen führenden Repräsentanten nicht dem „Bund freikirchlicher Christen“ (BfC) bei, sondern versammelte sich hier und da mit Gleichgesinnten im Untergrund, wofür er sich zweimal vor dem Sondergericht in Köln verantworten musste. Nach dem Zweiten Weltkrieg war er maßgeblich an der Neukonstituierung der „geschlossenen Brüder“ beteiligt und zählte bis zu seinem Tod zu deren führenden Vertretern.

## Familie
Bubenzer war mit Selma geb. Dannenberg (1884–1961) verheiratet und hatte mit ihr vier Kinder.